# IC 579
IC 579 је спирална галаксија у сазвјежђу Хидра која се налази на листи објеката дубоког неба у Индекс каталогу.
Деклинација објекта је - 13° 46' 28" а ректасцензија 9h 56m 39,4s. Привидна величина (магнитуда) објекта IC 579 износи 13,9 а фотографска магнитуда 14,7. IC 579 је још познат и под ознакама MCG -2-26-5, IRAS 09542-1332, PGC 28702.